# Давыдов, Никита (мастер)
Ники́та Давы́дов — русский оружейный мастер XVII века. Работал в Оружейной палате с 1613 по 1663 год. Его называют отцом русского оружейного дела.
Впервые упоминается в 1613 году, в письме М. Салтыкова к муромскому воеводе: «…и како те ся грамота придет и ты бы немедленно сыскал в Муромском уезде… и прислал к Государю на Москву в Оружейную палату на казенной подводе кузнеца Микиту». Давыдов проходил обучение у цареградских мастеров. Работая в Оружейной палате в качестве «латных и самопальных дел мастера», изготовил множество предметов вооружения, а также принимал участие в обучении новых мастеров. Никита Давыдов из всех мастеров Оружейной палаты получал самое высокое жалование — в 1656 году оно достигло 30 рублей. В 1662 году место «первого» мастера занял Григорий Вяткин.
Одним из его наиболее известных произведений является шлем — Шапка ерихонская Михаила Фёдоровича, выполненная в 1621 году для царя Михаила Фёдоровича. Этот шлем выкован из «красного железа» и богато украшен золотом, драгоценными камнями, финифтью. Верхняя часть наносника — в виде пластины, на которой — изображение Архангела Михаила, выполненное в технике эмали. В награду царь пожаловал мастеру «полпята аршина тафты жёлтой, виницейской, да четыре аршина сукна аглицкого за то, что он делал государеву шапку на ерихонское дело».
Среди других выкованных им предметов вооружения наиболее известны шишак Михаила Фёдоровича, латные доспехи и зерцальный доспех Алексея Михайловича 1663 года.
В январе 1659 года Никите Давыдову было велено сделать «гранёный меч», а затем — «зубчатый меч». Подобные мечи использовались в 50—60-х годах XVII века в церемониальных целях.
Также сохранилось несколько сделанных Давыдовым образцов огнестрельного оружия. К ним относятся винтовальные пищали, дробовая пищаль, карабины и пистоли. Стволы его работы украшены характерным резным растительным орнаментом.
В 1662 году ему было велено сделать «за прежние приказные дела и для его старости однорядку вишневую кармазинную с пугвицы серебреными золочеными, да ферези камчатые з завязки».
Последнее упоминание о мастере относится к 1664 году, когда он обратился к царю Алексею Михайловичу с челобитной «лежу я ныне холоп твой в старости своей … в болезни великой близ смерти и последнего дыхания, а желаю постричься … а в монастырь без складу ни в который не примут, а вкладу мне холопу твоему дать нечего. Вели мне дать на пострижение». Царь исполнил его просьбу, велев выдать на вклад в монастырь 10 рублей.